# Anne Loyer
Anne Loyer est une romancière jeunesse française née en 1969.

## Biographie

### Enfance et formation
Anne Loyer est d'origine berrichonne et naît dans le département de l’Indre. Elle est diplômée en droit, histoire et journalisme.

### Carrière
Anne Loyer commence une carrière de journaliste, notamment en Occitanie au sein de Midi Libre. Elle se tourne ensuite vers la littérature au début des années 2010. Elle publie une centaine de titres jeunesse, pour tous les âges : histoires éditées dans des magazines jeunesse, albums ou encore romans,. Parallèlement, elle va régulièrement à la rencontre de scolaires,,,. Elle rédige également des articles dans des journaux.

#### Publications et prix
En 2013 parait I comme Iris, sélectionné pour le Prix dimoitou/Ouest-France.
En 2015, elle publie Hisse et Ho, Le phare mystérieux, aux éditions Bulles de savon. Il est destiné aux 8-12 ans. Il s'agit d'un premier tome qui se déroule en Bretagne. L'autrice s'inspire en effet de ses souvenirs sur l''île de Bréhat pour raconter les aventures de deux jeunes héros, des jumeaux.
En 2016 parait la nouvelle collection BD Mousse des éditions Frimousse avec son premier ouvrage, Ultra Violette, dont Anne Loyer signe le scénario.
En 2017 parait Ma chère George Sand, aux éditions Bulles de savon.
En 2018, elle reçoit le Prix littéraire des Collégiens de la Charente-Maritime pour son livre Car boy, publié par les éditions Thierry Magnier.
En 2019, elle participe à une collection qui met en lumière des personnages historiques féminins. Elle publie ainsi l'album Calamity Jane, l’indomptable, illustré par Claire Gaudriot. Le livre, pour les plus de 8 ans, raconte l’histoire de la conquête de l’Ouest et plus particulièrement celle de Calamity Jane. Suivent un livre sur Christine de Pisan qui est au Moyen Âge la première femme à gagner sa vie en écrivant ; puis en 2022 Ada Lovelace, La visionnaire, illustré par Claire Gaudriot, qui raconte l'histoire de la mathématicienne Ada Lovelace, à l’origine du concept informatique de programmation ; en 2024, Jeanne Barret, l'intrépide, toujours avec Claire Gaudriot, première femme à avoir fait le tour du monde au XVIIIe siècle.
En 2021, elle sort deux romans, Filles uniques et Izzie Nobody, racontant tous les deux l'histoire de jeunes filles en quête de liberté.
En 2022, elle publie son premier roman pour adultes, La petite coriace. Le roman narre la rencontre entre Marinette, 11 ans, et Barnabé, employé dans un grand magasin, et met en exergue les drames du passé et du présent qui façonnent leur histoire. Il obtient le Prix littéraire Srias Centre Val de Loire 2022 et est sélectionné pour le 12e Prix littéraire des lycéens, apprentis et stagiaires de la région île de France 2022-2023.
En 2023 sort son roman A nous la Bastille, publié chez Poulpe fiction. Il est en lice pour le Grand prix des lecteurs du Journal de Mickey ainsi que le Prix dimoitou/Ouest-France,. Le roman raconte l'histoire en pleine révolution française de la rencontre entre Luc, 13 ans, crieur pour un journal révolutionnaire, et Félix, un cuisinier orphelin.
En 2024, elle obtient le prix Vendredi 2024 du jury des jeunes pour son roman, Charbon bleu, paru aux éditions d'Eux et destiné aux plus de 12 ans. Le livre, illustré par Gérard Dubois, raconte la vie au XIXe siècle d'enfants travaillant dans les mines. On y suit Ermine, contrainte de quitter l'école après la mort de son père, et Firmin, dont la rencontre amoureuse va adoucir leur dur quotidien,. « Un roman social âpre, porté par la langue poétique d’Anne Loyer », écrit Raphaële Botte, journaliste à Télérama. Le roman fait également partie de la sélection des Pépites 2023 du Salon du livre de jeunesse de Montreuil,. La même année, la BD « Ilenter », dont Anne Loyer a écrit le scénario, est publiée aux éditions Jungle,.
En 2025, elle publie le tome 1 de la nouvelle série Sœurs de Chœur, qui traite le sujet des familles recomposées à travers l'histoire d'Antara, la narratrice de 13 ans, contrainte d'aller vivre chez le nouveau compagnon de sa mère, déjà père de deux adolescentes.

### Vie privée
Anne Loyer vit à Bourges.

## Œuvre

### Jeunesse

#### Romans
- Trois fois Elle, Slalom, 2024
- Charbon bleu, éditions d'Eux, 2023
- A nous la Bastille, Poulpe fiction, 2023
- Vers le Vrai, Slalom, 2022
- Filles uniques, Slalom, 2021
- Izzie Nobody, Gulf stream éditeur, 2021
- Dans la gueule du diable, Mijade, 2021
- Car boy, Thierry Magnier, 2018
- Ma chère George Sand, éditions Bulles de savon, 2017
- La Belle rouge, Alice éditions, 2015
- I comme Iris, Alice éditions, 2013

#### Albums
- Jeanne Barret, l'intrépide, éditions A Pas de Loups, 2024
- Calamity Jane, l’indomptable, éditions A Pas de Loups, 2019
- Christine de Pizan: La clairvoyante, éditions A Pas de Loups, 2021
- Ada Lovelace, La visionnaire, éditions A Pas de Loups, 2022

#### Séries
- Sœurs de Chœur, Casterman : Antara (2025)
- Hisse et Ho, éditions Bulles de savon:  Le Phare mystérieux (2015), La Plume noire (2016), Le Centaure sauvage (2016), Le Tableau maudit (2017), La Lettre secrète (2017)

#### BD
- Ilenter, éditions Jungle, 2024
- Ultra Violette, éditions Frimousse, 2016

### Adulte
- La petite coriace, éditions Anne Carrière, 2022